# Grete Jahr-Queißer
Grete Jahr-Queißer (* 28. Dezember 1899 in Strehlen, Landkreis Strehlen, Provinz Schlesien; † 4. November 1978 in Marburg), geb. Margarethe Queißer, war eine deutsche Malerin und Grafikerin.

## Leben und Werk
Margarethe (Grete) Queißer wuchs in der Kleinstadt Strehlen auf und war die Tochter eines höheren Beamten. Sowohl sie als auch ihre drei Brüder erhielten eine gute Ausbildung. 1918 begann Grete Queißer ein Kunststudium an der Akademie für Kunst und Kunstgewerbe in Breslau. An der vormaligen Königlichen Kunst- und Gewerbeschule waren schon seit den 1880er Jahren Frauen nicht nur für das Zeichenlehrerseminar zugelassen, sondern auch für die Ausbildung als Malerinnen, Bildhauerinnen und Kunstgewerblerinnen.
Ab 1918 lehrte dort der Matisse-Schüler Oskar Moll, ein Jahr später erhielt Otto Mueller eine Professur. Zunächst studierte Queißer bei Moll, wechselte dann zu Mueller, bei dem sie 1923 als Meisterschülerin angenommen wurde. Mueller vermittelte ihr 1925 ein Staatsstipendium, mit dem sie durch Italien reisen konnte.
Gegen Ende ihres Studiums heiratete sie Walther Jahr, der seinen Beruf als Prokurist aufgab, um Schriftsteller zu werden. Jahr-Queißer machte sich nach ihrem Abschluss an der Kunstakademie mit einem eigenen Atelier in Breslau selbständig. Zahlreiche Auftragsporträts von Personen der Breslauer Gesellschaft und ihren Kindern bildeten hierfür eine solide Basis. Grete Queißer setzte für die Bildnisse, die sie vornehmlich im neusachlichen Stil malte, die unterschiedlichsten Techniken ein, so arbeitete sie in Bleistift, Kohle, Rötel, Pastell, Aquarell sowie Öl. Sehr früh war sie Mitglied der neu gegründeten Gruppe Schlesien in der GEDOK. Als größere Auftragsarbeit schuf sie für den Saal der Glaubensgemeinschaft „Erste Kirche Christi“ in Breslau ein christliches Wandgemälde. Neben den Auftragsarbeiten bildeten Landschaftsbilder, Stillleben, Buchillustrationen sowie Holzschnitte ihr Portfolio. In ihren freien Werken arbeitete sie in Anlehnung an ihren Lehrer Otto Mueller vorzugsweise im Stil des Expressionismus.
Sie war u. a. Mitglied des Kunstvereins Schlesien und in der Zeit des Nationalsozialismus obligatorisch Mitglied der Reichskammer der bildenden Künste. In dieser Zeit beteiligte sie sich an mehreren großen Ausstellungen vor allem schlesischer Künstler. 
1945 floh sie mit ihrem Mann und den beiden Töchtern aus Breslau nach Thüringen, wo sich die Familie in Suhl niederließ. Ihre Werke musste sie in ihrem Haus in Breslau zurücklassen, und sie gelten als verschollen. Walther Jahr und Grete Jahr-Queißer engagierten sich im neu gegründeten Kulturbund zur demokratischen Erneuerung Deutschlands und beteiligten sich an der Organisation der Kulturwoche in Suhl im Mai 1946. Im Winter 1946/1947 starb Walther Jahr. Grete Jahr-Queißer, die inzwischen noch einen Sohn geboren hatte, engagierte sich weiterhin für die Suhler Kulturwochen, schuf Auftragsporträts, fertigte beispielsweise eine Holzschnittreihe, die die verschiedenen Arbeiten in einer nahegelegenen Fabrik wiedergab, und nahm auch Aufträge für Werbegrafik an. 1950 erhielt sie zusammen mit einem Malerkollegen den Auftrag für zwei große gerahmte Wandgemälde für die Gemeinde Suhl, die die Staatsgründung der DDR thematisierten.
1952 übersiedelte sie nach Hessen, um mit ihren beiden kleineren Kindern in unmittelbarer Nähe zu ihrer inzwischen in Marburg studierenden ältesten Tochter Helga zu leben. In Marburg schloss sie sich dem Marburger Künstlerkreis an und beteiligte sich regelmäßig an dessen Gemeinschaftsausstellungen. Jahr-Queißer trat außerdem dem Kulturwerk Schlesien e.V. sowie der Nordostdeutschen Künstler-Einigung e.V. bei, um ihre Kunst einer größeren Öffentlichkeit in den großen Ausstellungen, die von diesen Vereinigungen damals ausgerichtet wurden, bekannt zu machen. Eine weitere Förderung erhielt sie durch das Bundesministerium des Innern, das aus dem Fördertopf für heimatvertriebene und geflüchtete Künstler in den Jahren 1962–1966 sechs ihrer Bilder ankaufte. Bis zu ihrem Tod 1978 war Grete Jahr-Queißer als Künstlerin tätig.

## Teilnahme am Ausstellungen in der Zeit des Nationalsozialismus (mutmaßlich unvollständig)
- 1934: Breslau, Poelzigbau („Deutsche Kunst in Schlesien von 1850 bis zur Gegenwart“)
- 1939: Berlin, Haus der Kunst („Schlesische Kunstausstellung“)
- 1939: Rostock, Städtisches Kunst- und Altertumsmuseum („Die Kunst der deutschen Stämme. Schlesische Künstler“)
- 1941: Teschen, Schloss Teschen („Ausstellung Schlesischer Künstler“)
- 1942: Berlin, Schloss Schönhausen („Niederschlesische Kunst“)
- 1942 und 1943: Breslau, Museum der bildenden Künste („9. und 10.[5] Niederschlesische Kunstausstellung“)